# Lista de jogos de My Little Pony
Esta é uma lista de jogos eletrônicos da franquia de My Little Pony.

## Friendship Gardens
My Little Pony: Friendship Gardens foi desenvolvido pela Artech Digital Entertainment e publicado pela Hasbro Interactive. O jogo foi lançado para computador, com sistemas operacionais Windows 95 e Windows 98.
Neste jogo, crianças de 3 a 7 anos jogam mini-jogos e atividades com a ajuda de um grupo de pôneis, como Ivy's Beauty Salon, Sundance's Dance Studio, Light Heart's Game Cottage, Sweet Berry's Kitchen e muito mais.
Este jogo foi lançado em 6 de outubro de 1998. Permaneceu nas lojas até 2001, quando a Hasbro Interactive foi extinta.
Esta foi a única publicidade de mídia disponível na segunda geração da série. Este é o primeiro jogo eletrônico da série.

## Crystal Princess: The Runaway Rainbow
My Little Pony Crystal Princess: The Runaway Rainbow foi desenvolvido pela Webfoot Technologies e publicado pela THQ, sob licença da Hasbro. O jogo foi lançado para Game Boy Advance e PC, em 13 de setembro de 2006, apenas na América do Norte. Baseado no filme My Little Pony Crystal Princess: The Runaway Rainbow. Este é o primeiro jogo para consoles da série.

## Pinkie Pie's Party/Parade
My Little Pony: Pinkie Pie's Party foi desenvolvido pela Webfoot Technologies e publicado pela THQ, sob a licença da Hasbro. O jogo foi lançado para Nintendo DS, em 22 de setembro de 2008. Antes foi produzido um jogo para PC, com título de My Little Pony: Pinkie Pie's Party Parade, lançado em 26 de novembro de 2007. Similar com jogo "Crystal Princess: The Runaway Rainbow", o jogo também tendo puzzles e mini-jogos utizados na Nintendo DS.
O enredo apresenta no dia de aniversário da Pinkie Pie, mas com uma surpresa, Sweetie Belle escondeu todos os presentes e peças de quebra-cabeças em toda a Ponyville. Pie estava de acordo para encontrá-los, enquanto celebrava seu próprio aniversário.

## Twilight Sparkle, Teacher for a Day
My Little Pony: Twilight Sparkle, Teacher for a Day foi desenvolvido pela Ruckus Media Group e publicado pela Hasbro, baseado na série animada My Little Pony: A Amizade É Mágica. O jogo foi lançado para Apple App Store em 22 de setembro de 2011. Este é o primeiro jogo para celulares da série.
O aplicativo é executado em um formato de livro de história interativo, com três opções de leitura. Os jogadores podem ter a história lida por um narrador como cada palavra é destacada na tela, lê-la as caixas do texto em uma tela, lê-las ou grava-las, a sua própria voz em reprodução. O aplicativo possui dois mini-jogos para quebrar a história, e ambos usam elementos típicos de iDevice. O acelerômetro é utilizado, quando o jogador deve inclinar o dispositivo para navegar por um labirinto curto e a tela sensível ao toque durante um interlúdio "spot-the-difference". Além disso, cada página apresenta um único ovo de Páscoa, na forma de um objeto cintilante que pode ser ativado para ativar uma animação ou mordida de som. Para completar corretamente um mini-jogo, os jogadores receberão uma recompensa na forma de uma palavra que pode ser usada na atividade final. Esta atividade consiste em um modelo de história de três páginas, que os jogadores preenchem com suas palavras e ganham para criar seu próprio conto.

## A Amizade é Mágica
Hasbro licenciou com Gameloft, para criar um jogo eletrônico para dispositivos móveis A Amizade é Mágica, chegando ao mercado em 8 de novembro de 2012. Este é um jogo para construção da vila, com mini-jogos baseados nas ações, para dipositivos para iOS e Android. Embora o jogo esteja dirigido a jogadores mais jovens, o Barnabé Anglade de Gameloft, afirmou que há afirmações para o brony da série, como a inclusão de personagens favoritos para os fãs e pôneis secundários populares.